# Micromus acutipennis
Micromus acutipennis is een insect uit de familie van de bruine gaasvliegen (Hemerobiidae), die tot de orde netvleugeligen (Neuroptera) behoort. 
Micromus acutipennis is voor het eerst wetenschappelijk beschreven door Kimmins in 1956.